# Toxorhina (Toxorhina) infumipennis
Toxorhina (Toxorhina) infumipennis is een tweevleugelige uit de familie steltmuggen (Limoniidae). De soort komt voor in het Neotropisch gebied.